# Brachymeria bengalensis
Brachymeria bengalensis is een vliesvleugelig insect uit de familie bronswespen (Chalcididae). De wetenschappelijke naam is voor het eerst geldig gepubliceerd in 1897 door Cameron.